# メタノバクテリウム綱
メタノバクテリウム綱(Methanobacteria)は古細菌ユリアーキオータ門に属す綱の1つであり、動物の消化器官、熱水泉、下水、湖沼、その他広い淡水系に分布するメタン菌である。メタノバクテリアという学名がつけられているが、これは命名上の優先権のあるMethanobacteriumのためであり、本綱は細菌（バクテリア）ではなく古細菌（アーキア）である。
多くはグラム陽性で運動性を持たない桿菌であり、水素と二酸化炭素を資化してメタンを生成することで増殖する。一部の種はギ酸、メタノール、プロパノールなども利用できる。分離源は比較的多様で、メタノバクテリウム科は脊椎動物やシロアリの消化器官、深い地下水、下水、水田、湖沼の沈殿物など。メタノテルムス科は熱水泉より分離された。メタンを生成することで嫌気条件における有機物分解の最終段階を担っている。人間の口腔や結腸から検出される腸内古細菌としてのメタン菌もその殆どがメタノバクテリウム科に属している。
細胞壁はシュードムレインと呼ばれる糖ペプチドより成るが、これはメタノバクテリウム綱と近縁のメタノピュルス綱のみの特徴であり、他の古細菌や真正細菌はこの構造を持たない。このため古細菌の中では例外的にグラム陽性に染色される。メタノピュルス綱も同様のグラム陽性桿菌であるが、メタノピュルス綱に属す生物はいずれも100°Cを大きく超える温度で増殖が可能なのに対し、メタノバクテリウム綱は最高でもMethanothermus sociabilisの97°Cが限界であり、生育温度で区別がつけられる。シュードムレイン自体は真正細菌の細胞壁ムレイン（ペプチドグリカン）に類似しており、ムレインと同じように機械的強度が強く細胞に浸透圧変化に対する抵抗性を持たせるが、その構造と合成系の違いによりβ-ラクタム系抗生物質やリゾチームの作用は受けない。

## 下位分類
- メタノバクテリウム目/Methanobacteriales
  - メタノバクテリウム科/Methanobacteriaceae
    - Methanobacterium
      - Methanobacterium formicicum - M. aarhusense - M. alcaliphilum - M. beijingense - M. bryantii - M. congolense - M. espanolae - M. formicicum - M. ivanovii - M. oryzae - M. palustre - M. subterraneum - M. thermaggregans

    - Methanobrevibacter
      - Methanobrevibacter ruminantium - M. acididurans - M. arboriphilus - M. curvatus - M. cuticularis - M. filiformis - M. gottschalkii - M. millerae - M. olleyae - M. oralis - M. smithii - M. thaueri - M. woesei - M. wolinii

    - Methanosphaera
      - Methanosphaera stadtmanae - M. cuniculi

    - Methanothermobacter
      - Methanothermobacter thermautotrophicus - M. defluvii - M. marburgensis - M. thermoflexus - M. thermophilus - M. wolfeii

  - メタノテルムス科/Methanothermaceae 
    - Methanothermus
      - Methanothermus fervidus - M. sociabilis